# 威尔第广场 (博洛尼亚)
44°29′46″N 11°21′02″E / 44.49611°N 11.35056°E

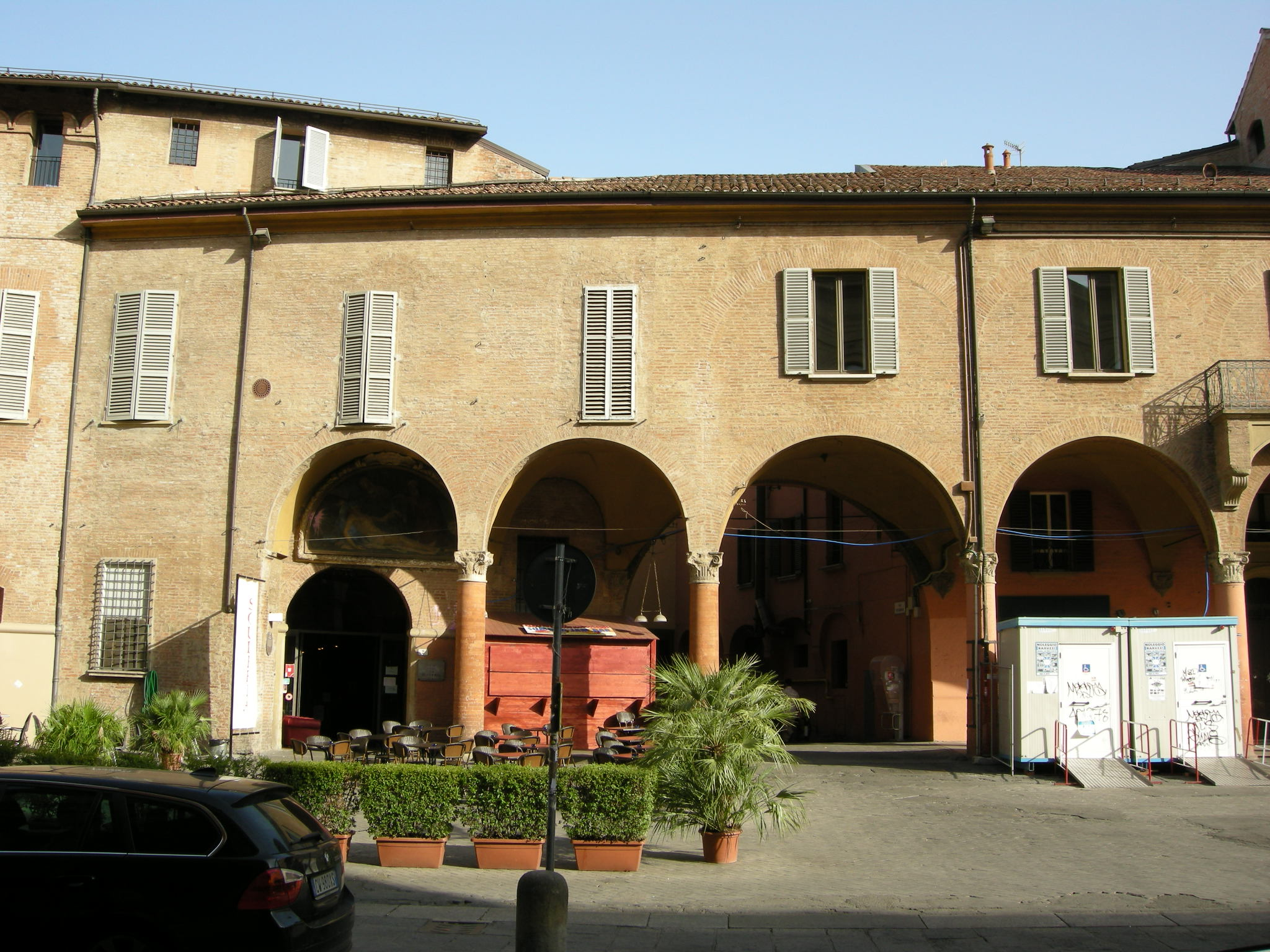

威尔第广场（Piazza Verdi）得名于意大利音乐家朱塞佩·威尔第，是意大利城市博洛尼亚的一个广场，位于“大学区”的心脏。Palazzo Paleotti宫在赞博尼街25号，位于广场一角。该广场与雷斯皮基街（Largo Respighi）的转角是博洛尼亚市政剧院。
从博洛尼亚双塔沿赞博尼街可抵达另一个以音乐家命名的广场（罗西尼广场），那里设有乔瓦尼·巴蒂斯塔·马提尼音乐学院。
威尔第广场用于户外文化活动，尤其是在夏天。